# アーセ・トゥアラ
アーセ・トゥアラ（Ahsee Tuala、1989年8月23日 - ）は、プレミアシップ・ノーサンプトン・セインツに所属するラグビー選手。

## プロフィール
- サモア・モトオチュア出身。
- ポジションはフルバック(FB)。
- 身長 189cm、体重 107kg
- サモア代表キャップは22(2020年5月現在）でラグビーワールドカップ2019のサモア代表に選ばれた[1]。

## 略歴
カウンティーズ・マヌカウを経て、2014年、ノーサンプトン・セインツに加入。